# Премия Американского института киноискусства (2004)
Премия Американского института киноискусства за 2004 год.
| Категории                            | Название фильма                  |
| ------------------------------------ | -------------------------------- |
| Фильмы                               | • «Авиатор»                      |
| Фильмы                               | • «Соучастник»                   |
| Фильмы                               | • «Вечное сияние чистого разума» |
| Фильмы                               | • «В лучах славы»                |
| Фильмы                               | • «Суперсемейка»                 |
| Фильмы                               | • «Кинси»                        |
| Фильмы                               | • «Мария, благодати полная»      |
| Фильмы                               | • «Малышка на миллион»           |
| Фильмы                               | • «На обочине»                   |
| Фильмы                               | • «Человек-паук 2»               |
| Телесериалы, телефильмы, мультфильмы | • «Замедленное развитие»         |
| Телесериалы, телефильмы, мультфильмы | • «Умерь свой энтузиазм»         |
| Телесериалы, телефильмы, мультфильмы | • «Дедвуд»                       |
| Телесериалы, телефильмы, мультфильмы | • «Отчаянные домохозяйки»        |
| Телесериалы, телефильмы, мультфильмы | • «Остаться в живых»             |
| Телесериалы, телефильмы, мультфильмы | • «Части тела»                   |
| Телесериалы, телефильмы, мультфильмы | • «Щит»                          |
| Телесериалы, телефильмы, мультфильмы | • «Творение Господне»            |
| Телесериалы, телефильмы, мультфильмы | • «Клан Сопрано»                 |
| Телесериалы, телефильмы, мультфильмы | • «Южный парк»                   |